# Муктупавелс, Зигфрид
Зи́гфрид Му́ктупавелс (латыш. Zigfrīds Muktupāvels, род. 11 апреля 1965, Сигулда, Рижский район) — латвийский музыкант (певец, скрипач и клавишник) и журналист. Является вокалистом группы «bet bet», ведущим программы Латвийского радио «Kultūras Rondo» и программы LTV «100 грамм культуры. Национальные сокровища».
17 ноября 2009 года Зигфрид Муктупавелс был награждён орденом Трёх Звезд за вклад в латвийскую культуру и музыку.

## Музыкальная карьера

### Группы
- «IR», совместно с Иваром Рутманом
- «Durbes k/n grupa», с Томасом Кляйном, Айнарсом Карпой;
- «Saldās sejas» с Гунтаром Рачсом, Т. Кляйном, Алдисом Жимантсом;
- «Neptūns», с Г. Рачсом, Т. Кляйном, Янисом Лусенсом, Иварсом Пилькой;
- «Zodiac» с Я. Лусенсом, Майей Лусена;
- «bet bet» — с 1991 года

### Конкурсы
- 1987 — лучший музыкант фестиваля «Liepājas Dzintars».
- 1988 — международный конкурс «Юрмала-88» — лауреат, приз зрительских симпатий, приз иностранных журналистов, приз Комитета мира СССР.

### Мюзиклы
- Я. Лусенс / Ю. Евтушенко «Māte un neitronbumba»
- Лиепайский театральный спектакль «Laimes istabiņa» — сельский скрипач
- Р. Паулс / М. Залите мюзикл «Meža gulbji», — продюсер и аранжировщик
- З. Лиепиньш / М. Залите, рок-опера «Лачплесис» — Ликцепурис
- Р. Паулс / Г. Рачс, мюзикл «Zaļā Jumprava» — продюсер и аранжировщик
- Я. Лусенс / М. Залите, рок-опера «Kaupēn, mans mīļais» — Поэт
- Я. Лусенс / М. Залите, рок-опера «Sfinksa» — музыкант
- Я. Лусенс / М. Залите, концерт-спектакль «Mistērija par sapni un mīlestību»
- Я. Кирсис / Я. Балодис, мюзикл «Futbols uz podestiem» — школьный электрик
- Я. Лусенс / И. Зандере, мюзикл «Sniega karaliene» — ворон, голубь

### Другие
- 2008 — Я. Лусенс / М. Залите, опера «Leļļu opera» в Латвийской национальной опере — Мастер
- 2009 — Я. Лусенс / К. Скалбе, цикл песен «Zelta sirds», совместно с Лиепайским колокольным хором Campanella
- 2010 — концертная программа Я. Лусенса «Tautas Laiks»
- 2011 — опера народного барокко Угиса Праулиньша «Opera ficta» — специалист по связям с общественностью
- 2012 — концертная программа Я. Лусенса «Ar zvaigžņu kluso gaismu»

### Дискография
- Violets (2002)
- Pacel Acis (2011)
- Krāsu Balāde (2016)